# David Ogilvy
David Mackenzie Ogilvy nació en West Horsley, Inglaterra, el 23 de junio de 1911, y murió el 21 de julio de 1999 en el Château de Touffou, Francia después de una larga enfermedad.
David Ogilvy es uno de los nombres más famosos en la publicidad y uno de los pocos pensadores que forjaron este negocio después de los años veinte. En vida fue cocinero, diplomático y granjero. En 1938 emigró a los Estados Unidos, donde trabajó en el Audience Research Institute de George Gallup, en Nueva Jersey.
En 1948 fundó la Agencia Hewitt, Ogilvy, Benson & Mather con oficinas en Nueva York (que con el tiempo se convirtió en Ogilvy & Mather Worldwide), con el apoyo financiero de la agencia de Londres, Mather & Crowther.

## Primeros años (1911-1938)
Ogilvy nació el 23 de junio de 1911 en West Horsley, Surrey, en Inglaterra. Su padre hablaba gaélico, Tierras Altas de Escocia, era un erudito clásico y agente financiero, su madre era irlandesa. Ogilvy asistió a la Escuela de San Cipriano, Eastbourne, con tasas reducidas debido a la estrechez económica de su padre y ganó una beca en Fettes College, en Edimburgo. En 1929, volvió a ganar una beca, esta vez en la historia de Christ Church, Oxford.
Sin las becas no habría podido asistir a la Universidad de Oxford Fettes, porque el negocio de su padre fue gravemente afectado por la depresión de mediados de los años veinte. Pero sus estudios no tuvieron éxito. Dejó Oxford para llegar a París en 1931, donde se convirtió en un aprendiz de cocinero en el Hotel Majestic. Después de un año, regresó a Escocia y empezó a vender estufas de cocina AGA AB de puerta en puerta. Su éxito en este trabajo lo condujo a su empleador, quien le pidió que escribiera un manual de instrucciones sobre teoría y práctica en la venta de la cocina AGA AB, para otros vendedores. Treinta años después, este manual fue leído por los editores de la revista Fortune. Lo llamaron el mejor manual de instrucción de ventas que se haya escrito. Su hermano mayor, Francisco Ogilvy, que trabajaba para la agencia de publicidad de Londres Mather & Crowther, mostró este manual a la gerencia de la agencia Ogilvy, que le ofreció un puesto como ejecutivo de cuentas. En 1938 convenció a la agencia que le enviara a los Estados Unidos durante un año.

## Cuando Ogilvy "Tuvo una buena experiencia"
Después de solo unos meses en la publicidad, Ogilvy tomó la disciplina en una dirección totalmente nueva. Un hombre entró en la agencia Ogilvy en Londres. Deseaba anunciar la apertura de su hotel. Como tenía solo 500 $ lo enviaron con el principiante Ogilvy quien compró 500 US $ en tarjetas postales y envió invitaciones a todas las personas que encontró en el directorio telefónico local. El hotel abrió sus puertas con la casa llena. "Ya había probado sangre", dice Ogilvy en sus Confesiones. Aquí es también donde conoció la publicidad directa, su "arma secreta", como él dice en Ogilvy on Advertising.

## En Gallup (1938-1948)
En 1938, Ogilvy emigró a los Estados Unidos, donde fue a trabajar para el público de George Gallup, Instituto de Investigación en Nueva Jersey. Ogilvy cita a Gallup como una de las mayores influencias en su pensamiento, haciendo hincapié en los métodos de investigación meticulosa y la adhesión a la realidad.
Durante la Segunda Guerra Mundial, Ogilvy trabajó para el servicio de inteligencia británico en la Embajada en Washington. Allí se analizaron y formularon recomendaciones sobre asuntos de la diplomacia y la seguridad. Según una biografía elaborada por Ogilvy & Mather, "se extrapola su conocimiento de la conducta humana del consumismo al nacionalismo en un informe que sugería" la aplicación de la técnica de Gallup, a los campos de la inteligencia secreta. "Guerra psicológica de Eisenhower, la Junta tomó el informe para formular sugerencias que tuvieran éxito con Ogilvy para trabajar en Europa durante el último año de la guerra.
Después de la guerra, Ogilvy compró una granja en el condado de Lancaster, Pennsylvania y vivió entre los Amish. El ambiente de "serenidad, abundancia y felicidad" mantuvo a Ogilvy y su esposa en Pennsylvania durante varios años, pero finalmente admitió sus limitaciones como agricultor y se mudó a Nueva York.

## Los años de Ogilvy & Mather (1949-1973)
Después de trabajar como cocinero, investigador y agricultor, comenzó su agencia Ogilvy, con el apoyo de la agencia de Londres, que estaba en ese momento a cargo de su hermano Francisco, Mather y Crowther, más tarde ocurrió la adquisición de otra agencia de Londres S H. Benson. La agencia se llamó Ogilvy, Benson & Mather. Ogilvy acababa de ingresar 6000 dólares en su cuenta cuando empezó la agencia. Él escribe en Confesiones de un publicista que inicialmente tuvo problemas para conseguir clientes. Ogilvy también admitió (en referencia al pionero de la publicidad británico Bobby Bevan y el presidente de Benson): "Yo estaba asombrado de él, pero Bevan nunca se dio cuenta de mí".
Ogilvy & Mather fue construido sobre los principios de David Ogilvy, en particular, en que la función de la publicidad es vender, y que la publicidad de éxito para cualquier producto se basa en la información sobre su consumo.
Su entrada en la compañía de los gigantes se inició con varias campañas icónicas:
"El hombre de la camisa Hathaway" con su parche aristocrático en el ojo.
"El hombre de Schweppes es aquí", presentado Comandante Whitehead, el británico barba elegante, con lo que Schweppes (y "Schweppervesence") a los EE. UU.
Un titular de famosos en el negocio de automóviles - "A los 60 kilómetros por hora el ruido más fuerte en este nuevo Rolls-Royce proviene del reloj eléctrico".
"Pablo Casals es llegar a casa - a Puerto Rico". Ogilvy dijo que esta campaña, que ayudó a cambiar la imagen de un país, fue su mayor logro.
Uno de sus mayores éxitos fue "Sólo Dove es un cuarto de crema humectante". Esta campaña ayudó a convertirse en el jabón Dove de mayor venta en los EE. UU..
Él creía que la mejor manera de obtener nuevos clientes era hacer un trabajo notable para los clientes exigentes. El éxito de sus primeras campañas le ayudó a conseguir grandes clientes como Rolls-Royce y Shell. Los nuevos clientes siguieron, y la empresa creció rápidamente.
En 1973, Ogilvy se retiró como Presidente de Ogilvy & Mather y se trasladó a Touffou, su finca en Francia. Si bien ya no participa en el día a día las operaciones de la agencia, se mantuvo en contacto con la empresa. Su correspondencia aumentó dramáticamente el volumen de correo manejado en la cercana ciudad de Bonnes que la oficina de correos fue reclasificada en una categoría superior y el sueldo del jefe de correos planteadas.
Ogilvy & Mather vinculados con H.H.D Europa en 1972.

## La vida con WPP y después (1989-1999)
Ogilvy salió de su retiro en la década de 1980 para servir como presidente de Ogilvy, Benson & Mather en la India. También pasó un año en calidad de presidente interino de la oficina alemana de la agencia, con desplazamientos semanales entre Touffou y Fráncfort del Meno. Visitó las sucursales de la empresa en todo el mundo, y siguió representando a Ogilvy & Mather en las reuniones de los clientes y el público de negocios.
En 1989, el Grupo Ogilvy fue comprada por WPP Group, una empresa matriz británica, en EE. UU. 864 millones dólares en una adquisición hostil posible gracias a que el grupo realizó una oferta publica inicial (IPO), la primera en mercadotecnia que lo hacía.
Durante los procedimientos de adquisición, Sir Martin Sorrell, el fundador de WPP, quienes ya tenían una mala reputación en la industria de la publicidad después de una exitosa toma del control similar de J. Walter Thompson, fue descrito por Ogilvy como un "poco odioso", y prometió que nunca trabajaría otra vez.
Sin embargo, dos acontecimientos seguidos simultáneamente: WPP se convirtió en la mayor empresa de comunicaciones de marketing en el mundo, y David Ogilvy fue nombrado en la empresa, como presidente ejecutivo (cargo que ocupó durante tres años) y finalmente se convirtió en un fanático de Sorrell. Una carta de disculpa de Ogilvy todavía adorna la oficina Sorrell, que se dice que es la única disculpa que David Ogilvy ha ofrecido en cualquier forma durante su vida adulta. Solo un año después de sus comentarios despectivos sobre Sorrell, fue citado diciendo, "Cuando trató de hacerse cargo de nuestra empresa me hubiera gustado que hubiera matado. Pero no era legal. Ojalá lo hubiera conocido hace 40 años. Me gusta enormemente ahora".
A la edad de 75 años, Ogilvy se le preguntó si todo lo que siempre había querido de alguna manera se le escapaba. Su respuesta: "Caballero. Y una gran familia - diez hijos". (Su único hijo, David Fairfield Ogilvy, nació durante su primer matrimonio con Melinda Street. El matrimonio terminó en divorcio (1955) así como un segundo matrimonio con Anne Cabot. Luego, Ogilvy se casó con Herta Lans en Francia en 1973 con quien vivió hasta su muerte)
No alcanzó la caballería, pero fue nombrado Comandante de la Orden del Imperio Británico (CBE) en 1967. Fue elegido al Salón de la Fama en la publicidad en los EE. UU. en 1977, y la Orden "de Francia de las Artes y las Letras" en 1990. Presidió el Comité de Participación Pública para el Lincoln Center. Fue nombrado Presidente de la United Black College Fund en 1968, y administrador en el Consejo Ejecutivo del Fondo Mundial para la Naturaleza en 1975.
El Sr. Ogilvy fue incluido en el Junior Achievement EE. UU. Business Hall of Fame en 1979.
David Ogilvy falleció el 21 de julio de 1999 en su casa, el castillo de Touffou, en Bonnes, Francia. Ogilvy sigue siendo uno de los nombres más famosos en la publicidad y uno de los pensadores dominantes (Raymond Rubicam, Leo Burnett, William Bernbach, Ted Bates) que dieron forma a la empresa después de la década de 1920.

## Obras
Su libro sobre publicidad Ogilvy es un comentario sobre la publicidad, y no todos los anuncios que se muestran en el libro son los suyos. A principios de 2004, la revista Adweek pidió a la gente en el negocio "¿Qué individuo –vivo o muerto– le hizo considerar una carrera en la publicidad?" Ogilvy encabezaba la lista. Y el mismo resultado se produjo cuando fueron encuestados los estudiantes de publicidad. Su libro superventas  Confessions of an Advertising Man (ISBN 1-904915-01-9) es uno de los más populares y famosos libros de la publicidad.
Ogilvy siguió estos cuatro principios básicos:
- Investigación: Coming, como lo hizo, de un fondo en la investigación, nunca se subestima su importancia en la publicidad. De hecho, en 1952, cuando abrió su propia agencia, que facturan a sí mismo como Director de Investigación.
- Disciplina profesional: "Yo prefiero la disciplina del conocimiento a la anarquía de la ignorancia". El conocimiento codificado en presentaciones de diapositivas y películas que él llamó Magic Lanterns. Él también inició varios programas de capacitación para jóvenes profesionales de la publicidad.
- Brillante creatividad: Un fuerte énfasis en la "Gran Idea".
- Los resultados para los clientes: "En el mundo moderno de los negocios, es inútil para ser un creador, pensador original, a menos que también pueden vender lo que cree."

## Más Información
- Conant, Jennet The Irregulars: Roald Dahl and the British Spy Ring in Wartime Washington (Simon and Schuster, 2008)